# Saint-Clair (Ardèche)
Saint-Clair ist eine französische Gemeinde mit 1292 Einwohnern (Stand: 1. Januar 2022) im Département Ardèche in der Region Auvergne-Rhône-Alpes. Die Gemeinde gehört zum Arrondissement Tournon-sur-Rhône und zum Kanton Annonay-1.

## Geografie
Saint-Clair liegt etwa 29 Kilometer südöstlich von Saint-Étienne im Haut Vivarais und erstreckt sich entlang der Täler des Massif du Pilat auf der östlichen Seite des Zentralmassivs. Umgeben wird Saint-Clair von den Nachbargemeinden Savas im Nordwesten und Norden, Peaugres im Osten, Davézieux im Südosten und Osten sowie Boulieu-lès-Annonay im Süden und Westen.

## Bevölkerungsentwicklung
| Jahr                       | 1962 | 1968 | 1975 | 1982 | 1990 | 1999 | 2006 | 2019 |
| Einwohner                  | 196  | 281  | 425  | 641  | 742  | 918  | 999  | 1187 |
| Quellen: Cassini und INSEE |      |      |      |      |      |      |      |      |

## Kultur und Sehenswürdigkeiten
- Kirche Saint-Clair, 1894 erbaut
- Schloss Gourdan mit Park aus dem 14. Jahrhundert
- Rathaus, früheres Pfarrhaus

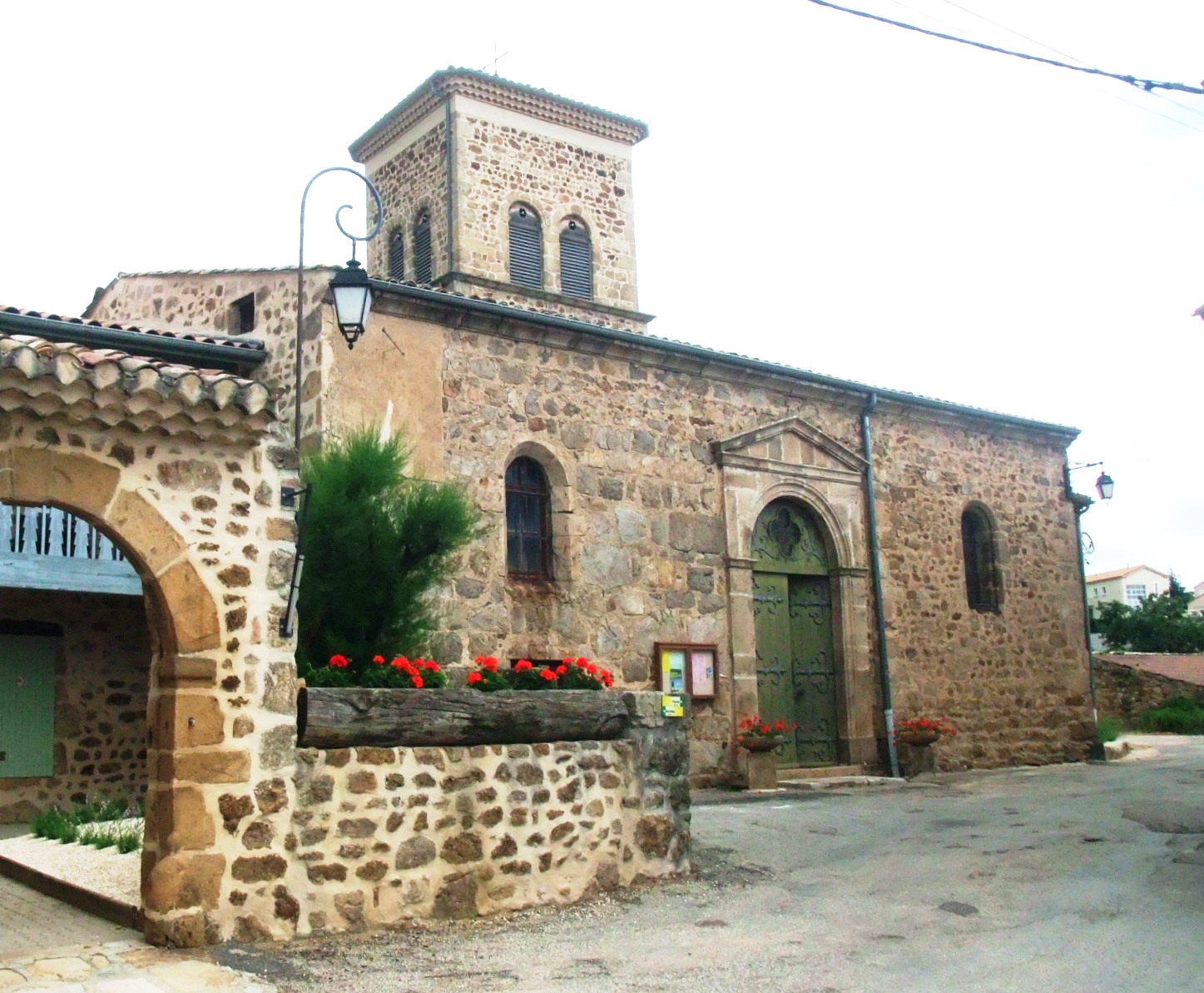
Kirche Saint-Clair
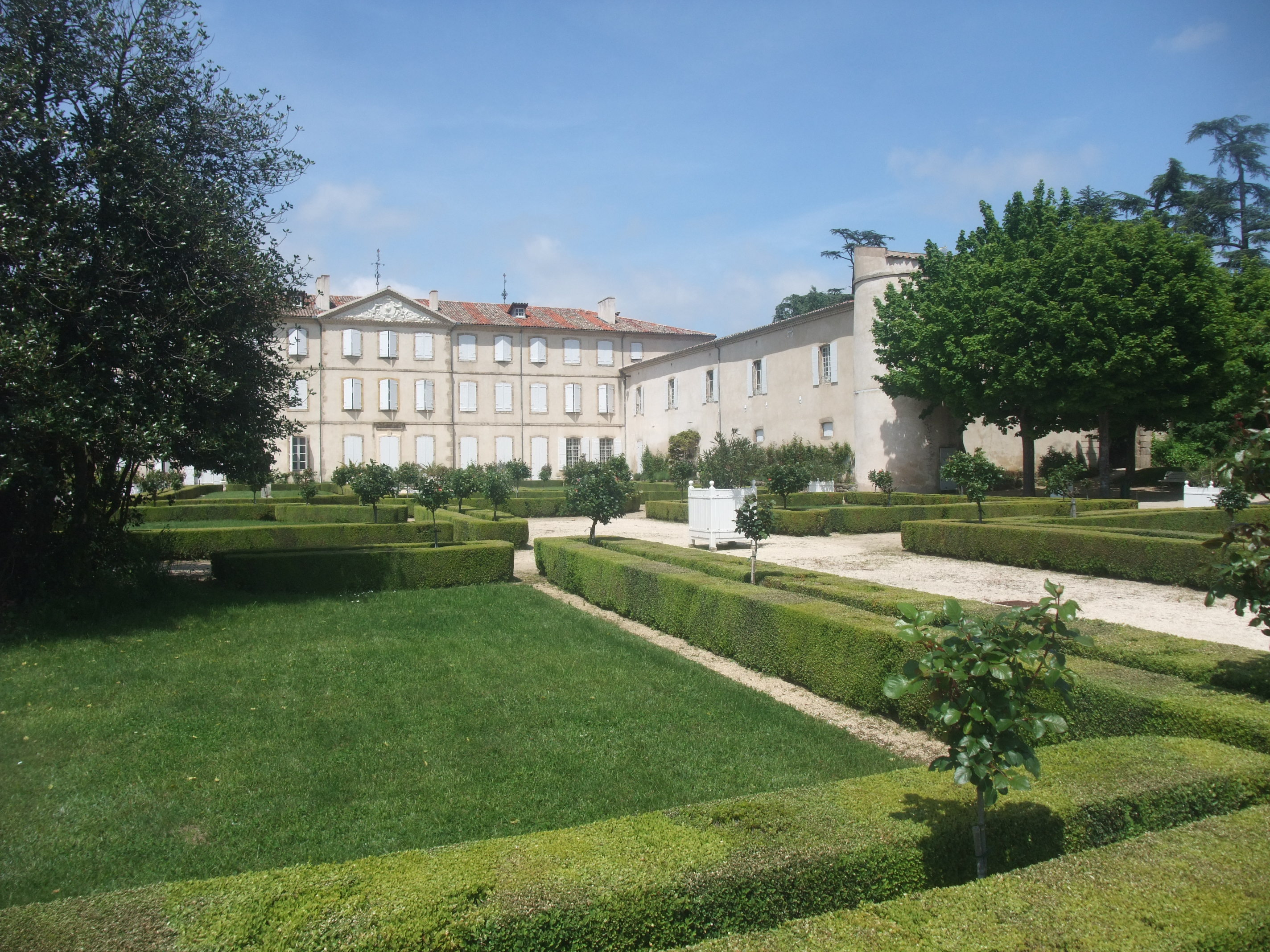
Schloss Gourdan

## Persönlichkeiten
- Eugène-Melchior de Vogüé (1848–1910), Diplomat, verbrachte seine Jugend auf Schloss Gourdan